# Herkenrodebos
Het Herkenrodebos is een natuurgebied tussen de plaatsen Stevoort en Kermt gelegen, in de Belgische gemeente Hasselt.
Dit bos was eigendom van de Abdij van Herkenrode en stond bekend onder de naam Grotenbos. Hier liet de abdij haar vee grazen. Het bos besloeg ongeveer 180 ha, maar het werd in de Franse tijd (1796) onteigend. Sindsdien was er sprake van Keizerlijke Bossen (met betrekking tot Napoleon Bonaparte). Vanaf 1815 werden het: Koninklijke Bossen. Uiteindelijk werd het bos opgekocht door Adolf en Ulysse Claes. In 1857 erfde Louis Claes, broer van Adolf en Ulysse, het bos.
Het aan de noordrand van vochtig-Haspengouw gelegen gebied kent een mozaïek van bossen en landbouwgebieden. In 2008 werd het gebied beschermd als natuurgebied. De bedoeling is dat in het gebied bos wordt aangeplant en dat dit een onbebouwd gebied blijft, mede ten behoeve van de bewoners van Hasselt, waartoe wandel- en fietspaden worden aangelegd.
De kern van het gebied is een bos, dat als natuurreservaat is aangewezen. Het is een eikenbos met onder meer heide in de ondergroei.